# Coll del Dormidor
El Coll del Dormidor és una collada situada a 1.941,1 metres d'altitud al límit dels termes comunals de Caudiers de Conflent, de la comarca del Conflent, i de Matamala, de la del Capcir, tots dos a la Catalunya del Nord.
És a l'extrem oest del terme de Caudiers de Conflent i a la zona sud-est del de Matamala, al costat de ponent del Bosc Estatal del Camí Ramader. És al sud-est del Puig del Caputxet i al nord-est del Dormidor.
Aquest coll sol ser lloc de pas de moltes excursions a peu, d'esquí de fons, amb raquetes o amb bicicleta de muntanya.